# الأعدان (جبلة)

تعديل مصدري - تعديل

الأعدان هي إحدى قرى عزلة وراف بمديرية جبلة التابعة لمحافظة إب، بلغ تعداد سكانها 155 نسمة حسب تعداد اليمن لعام 2004.